# 熊本県道303号四方寄熊本線
熊本県道303号四方寄熊本線（くまもとけんどう303ごう よもぎくまもとせん）は、熊本県熊本市北区から熊本市中央区に至る一般県道である。

## 概要
植木町方面から熊本城に向かう際の最短ルートである。

### 路線データ
- 起点：熊本県熊本市北区下硯川町（大窪2丁目交差点、国道3号交点）
- 終点：熊本県熊本市中央区手取本町（熊本県道28号熊本高森線交点）

## 歴史
- 1969年（昭和44年） - 路線認定。当時の整理番号は256。

※国道3号清水バイパスの完成により、従来国道であった区間を県道として認定したもの。このため、現在でも「旧国道3号」の通称が使われている。また、当県道が国道3号だった頃は、国道208号も同時に重複していた。
- その後、1972年（昭和47年）ごろまでに整理番号が303に変更される。

## 地理

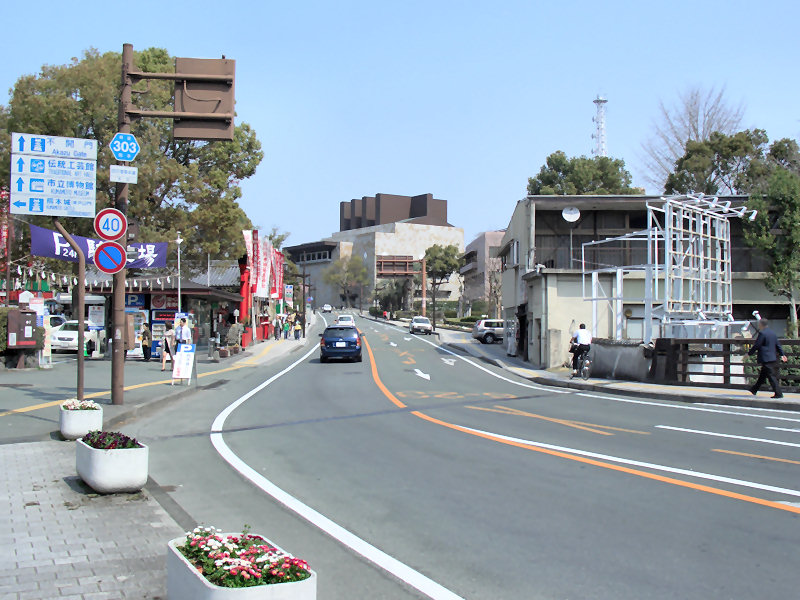
終点付近

### 通過する自治体
- 熊本市（北区 - 西区 - 中央区）

### 交差する道路
| 交差する道路                                        | 市町村名 | 市町村名 | 交差する場所 | 交差する場所           |
| --------------------------------------------------- | -------- | -------- | ------------ | ---------------------- |
| 国道3号                                             | 熊本市   | 北区     | 下硯川町     | 大窪2丁目交差点 / 起点 |
| 熊本県道332号小天下硯川線                           | 熊本市   | 北区     | 下硯川町     |                        |
| 熊本県道1号熊本玉名線 熊本県道31号熊本田原坂線 重複 | 熊本市   | 中央区   | 京町1丁目    | [ 注釈 2 ]             |
| 熊本県道28号熊本高森線                              | 熊本市   | 中央区   | 手取本町     | 終点                   |

### 交差する鉄道
- 熊本電鉄菊池線

### 沿線
- 熊本市立京陵中学校
- 熊本大学教育学部附属中学校
- 熊本城
- 熊本電鉄菊池線 池田駅
- テレビ熊本
- 熊本家庭裁判所